# ليونارد سونكي
ليونارد سونكي (مواليد 22 فبراير 1842 في هاله (مملكة بروسيا) - 1 نوفمبر 1897 في ميونخ (الإمبراطورية الألمانية)) هو عالم رياضيات وفيزيائي وعالم معادن ألماني.

## حياته ومسيرته
ولد ليونارد سونكي لوالده لودفيج أدولف سونكي، أستاذ رياضيات في هاله. درس ليونارد سونكي الرياضيات والعلوم في الجامعة في بلدته الأصلية، واجتاز امتحان معلمي المدارس الثانوية في عام 1862. بهذا المؤهل، أصبح مدرسًا في كلية فريديريسانوم في كونيغسبرغ في مقاطعة بروسيا الشرقية البروسية، وعمل في هذا المنصب حتى عام 1871. خلال هذا الوقت، كتب أطروحة الدكتوراه في الرياضيات، والتي قدمها إلى جامعة هاله، حيث كان على تواصل مع إدوارد هاين وكارل نيومان. تعين على سونكي تدريس اثنين وعشرين درسًا في الأسبوع، وواصل دراسته في جامعة كونيغسبرغ، حيث حضر دورات في ندوة كونيغسبرغ للفيزياء، التي أسسها والده إل إيه سونكي مع كارل غوستاف جاكوب جاكوبياند فرانز إرنست نيومان. اهتم فرانز نيومان بأبحاث سونكي المعدنية، ما ساهم بتأهيل الأخير محاضرًا خاصًا في الجامعة في عام 1869 بعد أطروحته حول التأهيل في علم المعادن.
بعد عامين، حصل على منصب أستاذ الفيزياء في مدرسة البوليتكنيك في كارلسروه، التي كانت أول مؤسسة تقنية ألمانية ومؤسسة سابقة لمعهد كارلسروه للتكنولوجيا حاليًا. جرى تعيينه رئيسًا لمرصد الأرصاد الجوية المسؤول عن خدمة الأرصاد الجوية لدوقية بادن الكبرى، وبدأ البحث في الأرصاد الجوية ودراستها. في العام الدراسي 1878/79، انتُخب سنوكي مديرًا لمعهد كارلسروه. في عام 1883، عمل في جامعة غناس أول مدير لمعهد الفيزياء الجديد، بعد أن رفض إميل واربورغ المنصب، حيث أصبح مهتمًا بالفيزياء التجريبية. أخيرًا في عام 1886، انتقل إلى الجامعة التقنية في ميونيخ، حيث عمل حتى وفاته. كان سنوكي مدرسًا أكاديميًا ناجحًا. حضر الكثير من الطلاب محاضراته في غيناس.
في عام 1866، تزوج سونكي بقريبته إليز برهاردي، وتوفي بسبب مرض في الكلى في 1 نوفمبر 1897 في ميونيخ.

## الأعمال العلمية
سعى ليونارد سونكي إلى فهم العلاقات بين بنية البلورات وخصائصها الفيزيائية. تناولت إحدى دراساته التجريبية الكبرى مسألة تماسك الملح الصخري من خلال قياس قوة الشد النهائية في الاتجاهات البلورية المختلفة (1869). فحص تأثير درجة الحرارة على الدوران البصري للمادة البلورية نظريًا وتجريبيًا (1875)، ووجد أن الضوء الطبيعي يتأثر بالقوى الكهرومغناطيسية بنفس طريقة الضوء المستقطب (1886). اشتهر ليونارد سونكي بدراساته الرياضية حول بنية البلورات التي عمل عليها لأكثر من عقد. دمج 14 شبكة برافيه مع محاور دوران ومحاور لولبية نتج عنها 65 مجموعة فضائية تمامًا عُرفت باسم «مجموعات سنوكي»، حيث تتشكل الهياكل البلورية اللولبية (1879). ناقش سنوكي نتائج الأبحاث السابقة حول هذا الموضوع بدقة، ولا سيما أعمال أوغست برافيه وجوردن. قاده هذا الإحساس بتاريخ العلم إلى كتابة منشور خاص عن جون هاسل (1891)، الذي اكتشف 32 مجموعة من النقاط البلورية في عام 1830، ولكنه قوبل بتجاهل زملائه كليًا.
في وقت مبكر في كونيسبيرغ (1867)، برهن سنوكي أن افتراض عالم الفلك فيلهلم كلينكيرفويس حول تأثير حركة النجم على انكسار ضوئه، نتيجة لكسر تأثير دوبلر، كان خطأ.
في جينا، بحث سونكي في حلقات نيوتن وتداخل الأغشية الرقيقة، بالتعاون مع ألبرت وانغرين في هاله، الذي تعرف عليه من ندوة كونيغسبرج للفيزياء؛ اضطلع ألبرت وانغرين بالجزء النظري، بينما تولى سنوكي مهمة الجزء التجريبي. توصلوا إلى وجود أخطاء في المفاهيم السابقة بشأن هذه المسألة. عمل سنوكي مع شركاء آخرين في جينا في مجال الاستقطاب البصري، وهم إرنست آبي وسيغفريد تشابسكي.
طور سنوكي نظرية حول كهرباء الغلاف الجوي تطبيقًا لاكتشاف فارادي بأن احتكاك الماء على الجليد يسبب الكهرباء الساكنة.